# Guerre anglo-olandesi
Le guerre anglo-olandesi furono una serie di quattro conflitti distinti combattuti fra la Gran Bretagna e la Repubblica delle Sette Province Unite (attuali Paesi Bassi) dal 1652 al 1784.

## L'antefatto
Nel 1651, a seguito del rifiuto da parte delle Province Unite di divenire di fatto uno stato del Commonwealth Britannico, Cromwell fece approvare dal parlamento britannico un atto di navigazione che obbligava a trasportare le merci verso i porti del suo territorio esclusivamente con navi battenti bandiera britannica o dei paesi dai quali provenivano le merci. Ciò di fatto escludeva dai traffici marittimi la flotta mercantile olandese che rappresentava di fatto la maggior fonte economica per la nazione stessa. A seguito di questo atto scaturirono tre guerre che durarono per oltre un ventennio: la posta in gioco era il dominio commerciale nel nuovo mondo dell'economia coloniale. Di fatto, questi conflitti ebbero strascichi per tutto il secolo successivo, quando la quarta guerra anglo-olandese, con l'ennesima vittoria inglese, sancì la decadenza delle Province Unite a potenza commerciale di secondo ordine.

## Prima guerra anglo-olandese
Il casus belli che scatenò la prima guerra anglo-olandese accadde nel maggio del 1652 quando, nel Canale della Manica, una flotta mercantile olandese, incrociando una flotta britannica, non ammainò le bandiere in segno di saluto come previsto dall'atto di Cromwell. L'ammiraglio Robert Blake aprì il fuoco dando inizio alla battaglia di Goodwin Sands che terminò con la vittoria degli Inglesi.
Dopo numerosi scontri la guerra ebbe termine con la vittoria dell’Inghilterra che vide il riconoscimento del Commonwealth da parte dell'Olanda e la sua accettazione dell'atto di navigazione che aveva dato origine alla guerra.

## Seconda guerra anglo-olandese
La seconda guerra anglo-olandese venne dichiarata dall'Inghilterra il 4 marzo 1665. L'Inghilterra aveva conquistato alcuni territori e colonie olandesi in Africa e in Nord America, territori che erano poi stati riconquistati dagli olandesi. Dopo una serie di battaglie navali e terrestri con risultato alterno si concluse con il trattato di Breda del 31 luglio 1667. Con esso gli inglesi ottennero il mantenimento dei territori attorno a Nuova Amsterdam (oggi New York) mentre gli olandesi si videro riconoscere la sovranità sul Suriname.

## Terza guerra anglo-olandese
La terza guerra anglo-olandese fu combattuta tra Inghilterra e Olanda dal 1672 al 1674. L'Inghilterra, che aveva stipulato un trattato con Paesi Bassi e Svezia, la Triplice alleanza nel 1668, stipulò poi in segreto il Trattato di Dover con la Francia nel 1670. La guerra ebbe inizio quando la Francia invase i Paesi Bassi nel 1672. I Paesi Bassi si allearono con la Spagna e condussero la guerra su terra ed in mare costringendo prima la Francia e poi l'Inghilterra a ritirarsi. La guerra si concluse con il trattato di Westminster nel 1674.

## Quarta guerra anglo-olandese
La quarta guerra anglo-olandese, sviluppatasi nell'ambito della Guerra d'indipendenza americana, oppose la Gran Bretagna alla Repubblica delle Sette Province Unite, alleata al Regno di Francia ed al Regno di Spagna. Durò dal 1780 al 1783, ma il trattato di pace venne firmato solo nel 1784. La disastrosa impreparazione militare delle Province Unite permise alla Gran Bretagna di guadagnare alcune concessioni territoriali nelle Indie olandesi e pose le condizioni per la Prima Rivoluzione batava.